# ML-R
ML-Rとは、TDKがアメリカのCalimetrics社と共同で開発した光ディスクである。2001年に発表された。記録型CDと記録型DVDの中間を狙ったもの｡

## 概説
CDと同じ大きさで､レーザーの強さを8段階にかえ記録の最小単位を3bitとして2GBとCD-Rの三倍の容量がある。
ドライブはLSI以外CD-Rドライブよりあまり仕組みを変えずにできるという。
ほかに直径8cm､6cmのディスクも含めてCeBITで実物が発表されたものの、発売されなかった。記録型光学ドライブの価格低下により断念したと思われる

## ML-RW
書き換えが可能な姉妹規格。